# Threskiornis spinicollis

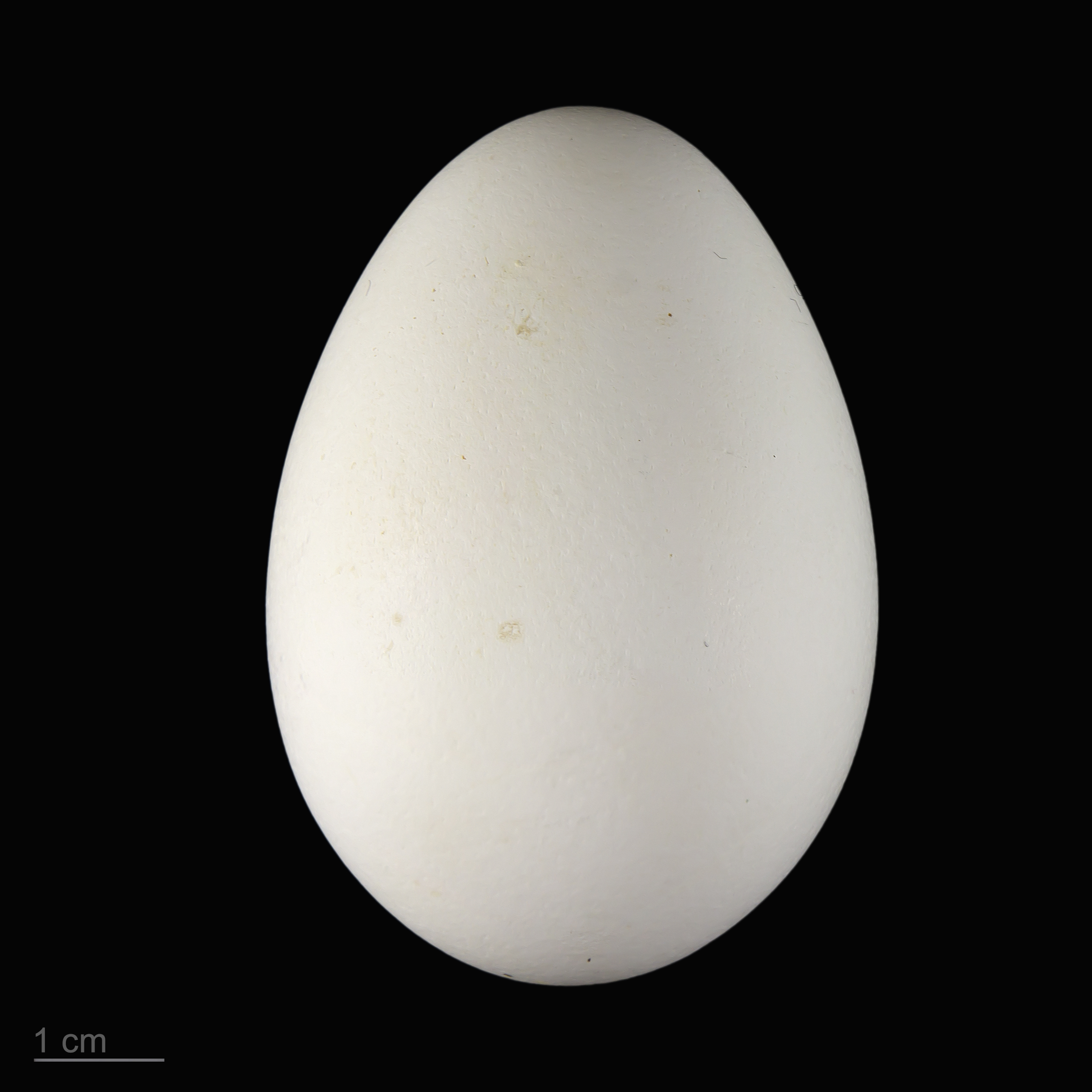
Threskiornis spinicollis

L'ibis dal collo paglierino o ibis collospinoso (Threskiornis spinicollis, Jameson 1835) è un ibis, un uccello appartenente alla famiglia Threskiornithidae. 
È diffuso in Australia e Nuova Guinea. Presenta delle caratteristiche piume paglierine sul collo.